# Amparo Amorós Moltó
Amparo Amorós Moltó (València, 4 de febrer de 1950) és poeta, assagista i crítica literària valenciana.
És llicenciada en Filologia Hispànica per la Universitat de València i professora de Llengua i Literatura Espanyoles d'Educació Secundària. Bolcada des de la seva joventut cap a la creació literària i el coneixement de les disciplines humanístiques, va publicar en 1983 el seu primer llibre, Ludia. En 1986 va publicar La profunda travessia de l'àguila en Edicions del Mall. En 1992 l'editorial La Palma va reunir la seva poesia d'una dècada: Visión y destino, poesía 1982-1992.

## Obres
- Las moradas. Palma: Calima, 2000. ISBN 84-89972-34-6
- Árboles en la música. Palma: Calima, 1995. ISBN 84-920468-0-5
- Visión y destino, poesía 1982-1992. Madrid: La Palma, 1992. ISBN 84-87417-27-2
- Quevediana. València: Consorci d'Editors Valencians, 1988. ISBN 84-7575-301-9
- La honda travesía del águila. Barcelona: Edicions del Mall, 1986. ISBN 84-7456-349-6
- Ludia. Madrid: Rialp, 1983 imp. ISBN 84-321-2209-2